# Amadeu Pallarès i Lleó
Amadeu Pallarès Lleó (El Perelló, 1917- 2002), va ser un pintor, caricaturista, mestre i escriptor perellonenc. Ferm amant de la cultura i defensor de les llibertats, Pallarès-Lleó va pintar durant la seva vida més de 5.000 quadres, els quals estan repartits arreu del món.
Va ser un perellonenc il·lustre que sempre tenia un moment pels seus veïns i veïnes. El fet d'haver estat lluitant a la Guerra civil espanyola pel bàndol republicà li va significar ser considerat un desafecte al règim i la pèrdua de la plaça com a docent durant tota la dictadura. Aquest esdeveniment el marcarà de per vida. Tot i les penúries que va haver de viure a causa del règim, Pallarès-Lleó va continuar desenvolupant la seva obra artística, sobretot fora de l'Estat espanyol, on va tenir una bona acollida. Arrel d'aquesta crítica favorable va ser premiat en diverses ocasions. Crítics, galeristes, marxants i personatges públics el recorden com una persona amable, solidària i amb extraordinari talent per la pintura.
Pictòricament, és considerat un artista de traç ferm i gruixut, la seva obra no es pot emmarcar dins de cap corrent artística determinada. Puntillisme, impressionisme, fauvisme, expressionisme, art abstracte, realisme o cubisme són algunes de les fonts d'on veuen les seves composicions, però sempre amb un resultat propi que acaba originant una corrent polivalent, particular i, alhora, ecumènica. El resultat d'unes vivències determinades, l'entorn social i polític, i el fet de ser autodidacta desenvolupa el que coneixem com estil “Pallarès-Lleó”. Tendència artística on l'exaltació del color pren el relleu a la línia i tant les figures com el paisatge es veuen immersos en un univers cromàtic que tan sols els grans mestres han estat capaços de dominar. La textura dels objectes pren una significació notòria fent que l'espectador s'apropi al contingut de les teles. En paraules del propi pintor: ‹‹Objecte i color són els dos motors que impulsen la meva sensibilitat i m'obliguen a executar l'obra ››.
Des dels seus inicis va estar al front del Museu del Perelló i de l'Associació Amics del Museu, va publicar Mots tradicionals de les Terres de l'Ebre de la Biblioteca Ebrenca, i la Història del Perelló. Va ser fundador del grup Cabra Feixet, cofundador de la revista La Font del Perelló, formava part de la directiva de l'associació Via Augusta, cap redactor de la revista Si no fos, entre d'altres.
L'Ajuntament del Perelló convoca un premi de fotografia i un premi de pintura Amadeu Pallarès Lleó entre els premis de cultura del Perelló. A més, al Museu Abelló de Mollet del Vallès es poden trobar obres de l'artista.

## Publicacions
- Pallarès i Lleó, Amadeu. Mots tradicionals de les Terres de l'Ebre.  Centre de Lectura de les Terres de l'Ebre, 1995.
- Pallarès i Lleó, Amadeu; Boyer i Gil, A. Història d'El Perello.  Duplex, 1978.